# Cesare Taroni
Cesare Taroni (1890) è stato un calciatore italiano, di ruolo ala.

## Carriera
Ha disputato le prime due stagioni della storia del Como: la prima nel campionato di Promozione, la seconda in Prima Categoria, ovvero la massima serie del tempo, nel ruolo di ala sinistra.